# Дионисий Гераклейский
Дионисий Гераклейский, также известен как Дионисий Ренегат (др.-греч. Διονύσιος; ок. 330 — ок. 250 до н. э.) — философ-стоик, ученик Зенона Китийского. В последние годы жизни, когда стал страдать от болезней, отвергнул стоицизм.
Сын Феофанта из Гераклеи (там и родился) между 330 и 325 годами до н.э., что следует из сопоставления с датами жизни первого учителя Дионисия, Гераклида Понтийского. Кроме прозвища «Ренегат» или «Перебежчик», как указывает Диоген Лаэрсткий, имел прозвище «Искра» (Diog. Laert. V 93), его происхождение не указывается и не упоминается другими историками.
Дионисий с детства любил поэзию, особо почитал Арата из Сол и подражал ему в своих сочинениях. Написав трагедию «Парфенопей», он сначала приписал авторство Софоклу, причём его учитель Гераклид этому поверил и сослался на неё в одном из своих сочинений. После этого Дионисий признался в подделке, но поэма, как пишет Диоген Лаэртский, была настолько хороша, что Гераклид поверил не сразу (Diog. Laert. V 93).
После Гераклида учился у Алексина и Менедема из Эретрии, впоследствии у Зенона, который убедил его принять стоицизм (Diog. Laert. VII 166) , однако впоследствии из-за страданий от ужасного заболевания глаза он оставил стоицизм и примкнул к киренаикам, чья доктрина о гедонизме и отсутствии боли как высшем благе стала привлекать его больше, чем суровая этика стоицизма (Diog. Laert. VII 167). В передаче специалиста по стоицизму А. А. Столярова: "заболев, объявил боль злом и отошел от ортодоксального учения (стоиков)". Вследствие отказа от прежних философских убеждение получил прозвище Ренегат (греч. μεταθέμενος, Metathemenos). В продолжении периода стоицизма его описывали как скромного, выдержанного и умеренного, но после он стал вдоволь предаваться чувственным удовольствиям. Умер в восемьдесят лет по причине добровольного отказа от принятия пищи (Diog. Laert. VII 167).
Афиней пишет, что Дионисий присоединился к эпикурейцам, а не к киренаикам. (Athen. Deipn. VII, 14). Однако разночтение может иметь причиной обычную путаницу: учения имеют сходные черты, при этом эпикурейцы гораздо более известны. К. Лампе также указывает, что Дионисий после своего отказа от стоицизма ведёт себя скорее как киренаик, предаваясь чувственным удовольствиям, чем как эпикуреец. Также он считает высшим злом именно телесную боль, что также согласуется с учением киренаиков.
Диоген Лаэртский упоминает список трудов Дионисия, которые все были утрачены:
- Περὶ ἀπαθείας — Об апатии, в двух томах.
- Περὶ ἀσκήσεως — Об обучении, в двух томах.
- Περὶ ἡδονῆς — Об удовольствии, в четырёх томах.
- Περὶ πλούτου καὶ χάριτος καὶ τιμωρίας — О богатстве, о благосклонности и возмездии.
- Περὶ ἀνθρώπων χρήσεως — Об использовании людей.
- Περὶ εὐτυχίας — Об удаче.
- Περὶ ἀρχαίων βασιλέων — О древних правителях..
- Περὶ τῶν ἐπαινουμένων — О вещах, которые ценятся.
- Περὶ βαρβαρικῶν ἐθῶν — О варварских обычаях.